# Roméo Montaigu
Roméo Montaigu (Romeo Montague dans le texte anglais d'origine) est l'un des deux personnages principaux de Roméo et Juliette, pièce de William Shakespeare écrite en 1594 - 1595.

## Roméo, le personnage romantique

La scène du balcon, de Roméo et Juliette faite par Frank Bernard Dicksee en 1884

Roméo apparaît comme un héros de chevalerie : il est en adoration complète devant la dame (que ce soit Juliette ou Rosaline) et la désigne même par un vocabulaire quasi religieux parfois : « Bright angel », le « Sonnet du pèlerin ». De plus, l'amour de Roméo se sublime par les obstacles qu'il rencontre, ces derniers étant matérialisés par le dispositif scénique s'ils sont symboliques - l'escalade du muret du verger ou la fenêtre de Juliette par exemple. Cette passion sans faille, grâce à laquelle Roméo reste en vie, n'a cependant rien de platonique puisque les deux « star-crossed lovers » (amants maudits par le destin) consomment leur relation au cours de leur nuit de noces.
Fils et héritier du père Montaigu, il bénéficie d'une excellente réputation et même du respect du vieux Capulet. Amoureux dans un premier temps d'une certaine Rosaline, il s'éprend de Juliette au premier regard lors de la fête des Capulet. Ils sont mariés par le frère Laurent dans le plus grand secret. En attendant sa nuit de noces, il tue Tybalt dans une bagarre pour venger son ami Mercutio. Exilé de Vérone à la suite de ce geste, il obtient néanmoins le pardon de Juliette et fuit la ville. Apprenant plus tard la prétendue mort de Juliette, il se méprend et va se donner la mort dans le tombeau, au côté de Juliette.

## Roméo, le jeune dans la cité
Roméo est, dans la ville de Vérone, un jeune homme respecté, ses qualités étant même reconnues par le vieux Capulet lui-même lors du bal de l'Acte I. Il est dépeint ainsi comme le jeune aristocrate idéal de la Renaissance.